# Франсис Хардинг
Франсис Хардинг (на английски: Frances Hardinge) е английска писателка, авторка на произведения в жанра детска литература.

## Биография и творчество
Франсис Хардинг е родена на 6 февруари 1973 г. в Брайтън, Англия. Прекарва детството си в огромна изолирана стара къща в малко село и двете неща я вдъхновяват да пише странни, магически истории от ранна възраст. Завършва английска филология в Колежа Съмървил на Оксфордския университет.
Първият ѝ разказ „Shining Man“ е публикуван през 2001 г. През 2005 г. е публикуван първият ѝ роман „Fly by Night“ от едноименната поредица. За него е удостоен с наградата „Бранфорд Боаз“ и той е включен в списъка на най-добрите книги на вестник „Училищна библиотека“.
През 2015 г. е издаден романът ѝ „Дървото на лъжите“. Бащата на главна героиня, четиринайсетгодишната Фейт, е прославен учен, но умира опозорен и вероятно е убит. В неговите записки Фейт намира сведения за Дървото на лъжите, което расте и връзва плод само ако му бъдат прошепнати лъжи, в които хората да повярват, но плодовете му разкриват истини на онзи, който ги опита. Дали чрез тях ще открие истината и дали те не са отровни за ума и душата. За романа получава наградата „Коста Буук“.
Франсис Хардинг живее в Оксфорд.

## Произведения

### Самостоятелни романи
- Verdigris Deep (2007) – издаден и като „Well Witched“
- Gullstruck Island (2009) – издаден и като „The Lost Conspiracy“
- A Face Like Glass (2012)
- Cuckoo Song (2014)
- The Lie Tree (2015)
Дървото на лъжите, изд.: „Сиела“, София (2017), прев. Елена Павлова
- A Skinful of Shadows (2017)

### Серия „Нощна пеперуда“ (Fly by Night)
1. Fly by Night (2005)
2. Twilight Robbery (2011) – издаден и като „Fly Trap“

### Разкази
- Shining Man (2001)
- Halfway House (2006)
- Black Grass (2007)
- Payment Due (2012)
- Flawless (2013)
- Hayfever (2013)
- Devil's Bridge (2014)
- Wonder в "The Scent of Tears" (2018)